# Erik Čikoš
Erik Čikoš (Pozsony, 1988. július 31. –) szlovák válogatott labdarúgó, az SV Wimpassing  játékosa.

## Pályafutása

### Klubcsapatokban
Čikoš az FK Inter Bratislava akadémiáján nevelkedett. A 2010-11-es szezonban a Wisła Kraków játékosaként lengyel bajnoki címet nyert.

### Válogatottban
Többszörös szlovák utánpótlás-válogatott, a felnőtt válogatottban 2014-ben mutatkozott be.

#### Mérkőzései a szlovák válogatottban
| #  | Dátum           | Ellenfél    | Eredmény | Kiírás              | Esemény |
| -- | --------------- | ----------- | -------- | ------------------- | ------- |
| 1. | 2014. május 23. | Montenegró  | 2 – 0    | barátságos mérkőzés |         |
| 2. | 2014. május 26. | Oroszország | 0 – 1    | barátságos mérkőzés | 77'     |

## Sikerei, díjai
Wisła Kraków:
- Lengyel labdarúgó-bajnokság: 2010–11

ŠK Slovan Bratislava:
- Szlovák labdarúgó-bajnokság: 2012–13, 2013–14
- Szlovák labdarúgókupa: 2017–18